# 德國執法機構
德國執法機構，即德国联邦政府与各州政府成立的行政执法机构，包括警察部队、海关、刑事调查局、宪法保护局和宪兵部队。

## 历史

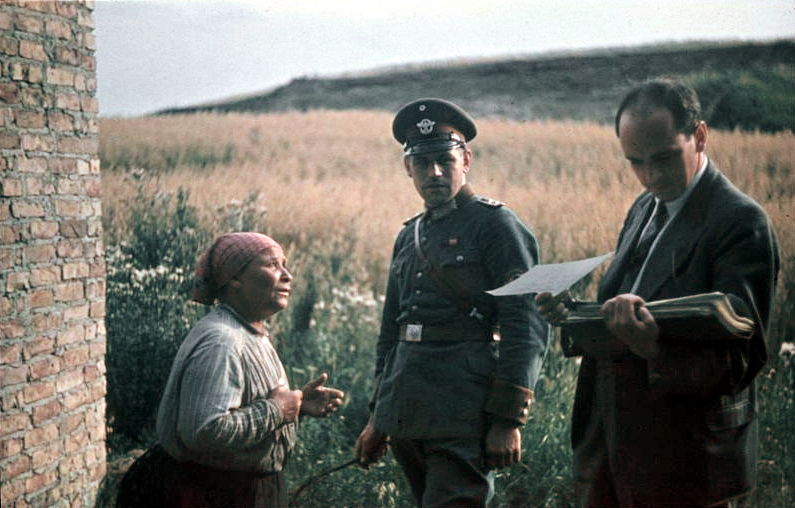
1936年，在德国乡村执行勤务的警察

德國境內执法事务在1871年德意志統一前後均由各州負責。1919年，威瑪共和國憲法提出了成立国家警察机构的设想。此设想在納粹時期正式實施，各州警察合併為国家级秩序警察，成为了執行納粹黨極權統治的工具。戰敗後，德国被同盟国拆分為德意志民主共和国與德意志联邦共和国，两者實行不同的执法制度。
西德为联邦制国家，为了防止集权制度导致滥权，其宪法严格规定了三權分立，执法权几乎完全属于各州。内政部只有联邦边境保护局和联邦刑事調查局两个执法机构。
东德为单一制国家，內政部下辖準軍事化的德国人民警察，负责公共安全和民事执法。國防部下辖東德邊防軍，负责警卫东德的陆地和海洋边界，包括柏林墙。
两德统一后，东德的人民警察和边防军不复存在。
2005年，由于欧盟及《申根协议》，德国边境基本开放，联邦边境保护局更名为联邦警察，其职责主要在铁路线、主要火车站、机场、海港、反恐等安全保障任务。

## 编制

### 联邦执法机构

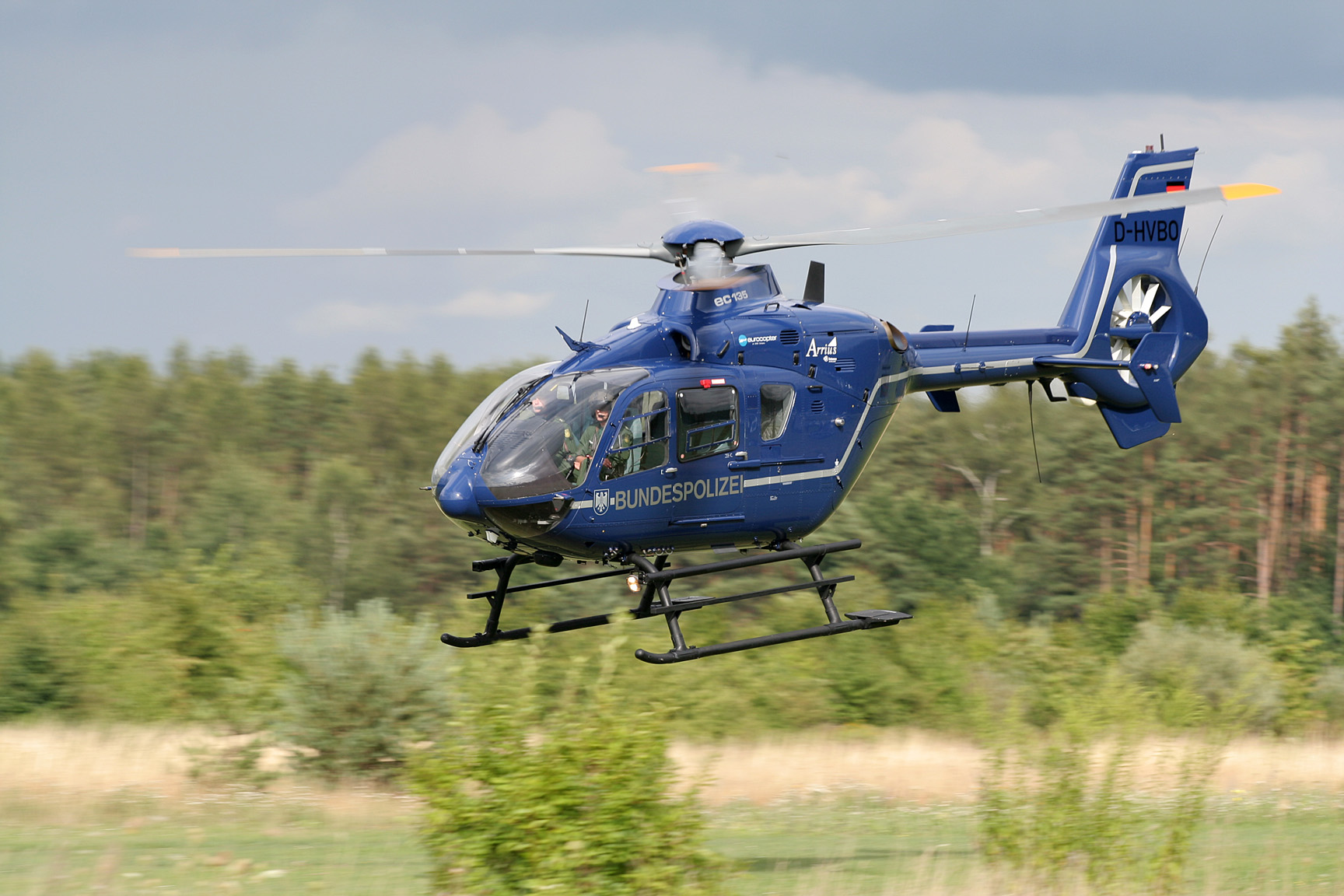
联邦警察的EC135直升機

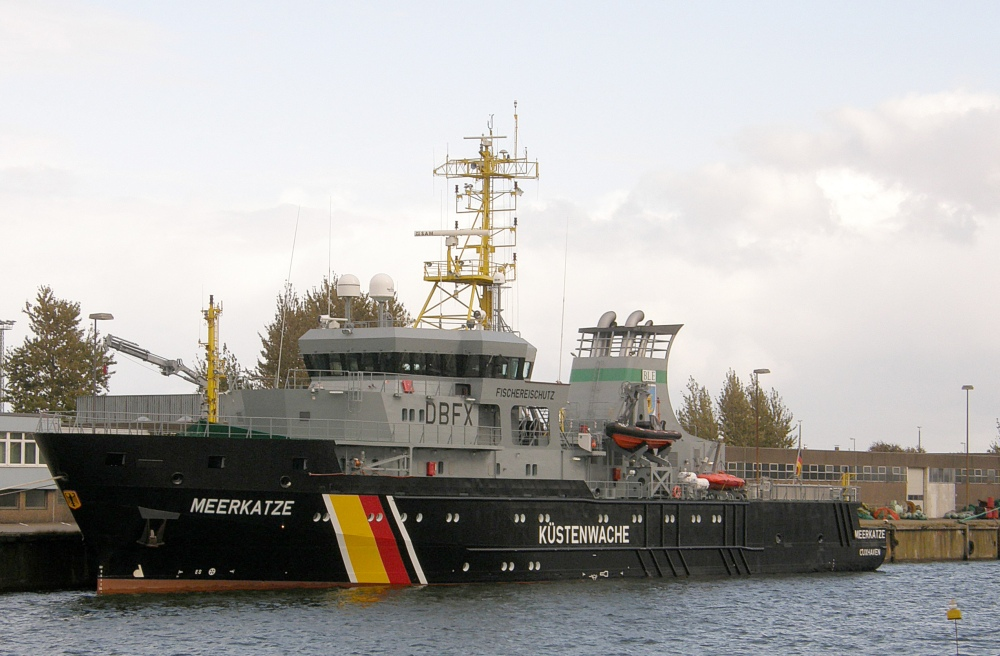
联邦海岸警卫队的公务船

- 联邦警察（Bundespolizei，BPOL）：直屬于联邦內政部，负责出入境管制、支援地方警务、反恐怖主义，下辖國家级反恐单位GSG 9。 [1]
- 联邦海岸警衛隊（Küstenwache des Bundes）：综合性海岸巡逻警戒、海上搜救机构。由联邦警察、德国海关船舶组成。
- 联邦宪法保卫局 （Bundesamt für Verfassungsschutz，BfV）：直属于联邦内政部，负责情报搜集与反恐怖主义，对联邦行政、立法、司法机构负责。
- 联邦刑事调查局（Bundeskriminalamt，BKA）：直屬于联邦內政部。[2]
- 野战猎兵部队（德语：Feldjägertruppe (Bundeswehr)）（Feldjägertruppe）：联邦國防軍憲兵下辖部队，负责对军人和军事設施执法。
- 联邦海关管理局（Bundeszollverwaltung）：直屬于联邦財政部，负责缉私与刑事调查。
- 德国联邦议院警察（Polizei beim Deutschen Bundestag，DBT）：专门负责保卫德國联邦議院。

### 州执法机构

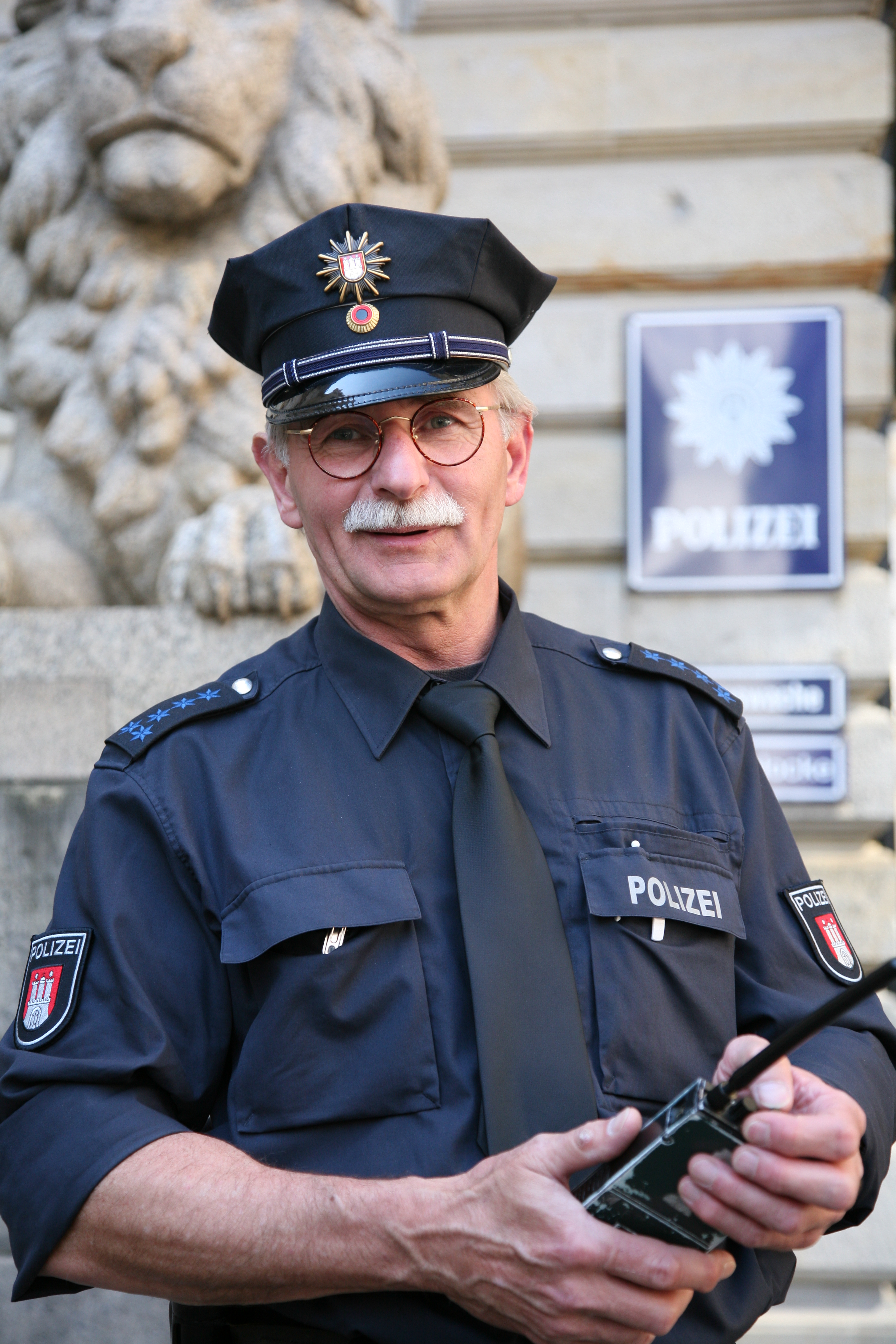
德国汉堡的警察

州警察负责联邦州的大部分执法事务，由各州政府公布关于司法管辖权和警队设置的法律法规。
德國各州警察机构：
- 巴登-符騰堡州警察（英语：Baden-Württemberg Police）
- 巴伐利亞州警察（英语：Bavarian State Police）
- 柏林州警察（英语：Berlin Police）
- 勃兰登堡州警察（德语：Landespolizei）
- 不來梅州警察（德语：Polizei Bremen）
- 漢堡州警察（英语：Hamburg Police）
- 黑森州警察（英语：Hesse State Police）
- 下薩克森州警察（德语：Polizei Niedersachsen）
- 梅克倫堡-西波美拉尼亞州警察（德语：Polizei Mecklenburg-Vorpommern）
- 北萊因-西發里亞州警察（英语：North Rhine-Westphalia Police）
- 萊因蘭-法爾茲州警察（英语：Rheinland-Pfalz State Police）
- 薩爾州警察（英语：Saarland Police）
- 薩克森州警察（德语：Polizei Sachsen）
- 薩克森-安哈爾特州警察（德语：Polizei Sachsen-Anhalt）
- 什列斯威-霍爾斯坦州警察（德语：Polizei Schleswig-Holstein）
- 圖林根州警察（德语：Thüringer Polizei）

州警察通常由以下警种组成：
- （Schutzpolizei，Schupo）
- 刑事警察（Kriminalpolizei，Kripo）
- （Bereitschaftspolizei，BePo）：负责维护人群密集场所的公共秩序，联邦警察的防暴单位可以支援州警察的行动。
- 州刑事调查局（Landeskriminalamt，LKA）：有权协调与监督州内刑事案件的调查工作。
- 水上警察（Wasserschutzpolizei，WSP）：负责内河航运水上行政执法工作。
- 特別行動突擊隊（Spezialeinsatzkommando，SEK）：州警察战术单位。
- 公路警察（Autobahnpolizei）：负责德國各高速公路交通执法事务。

## 裝備

### 车辆

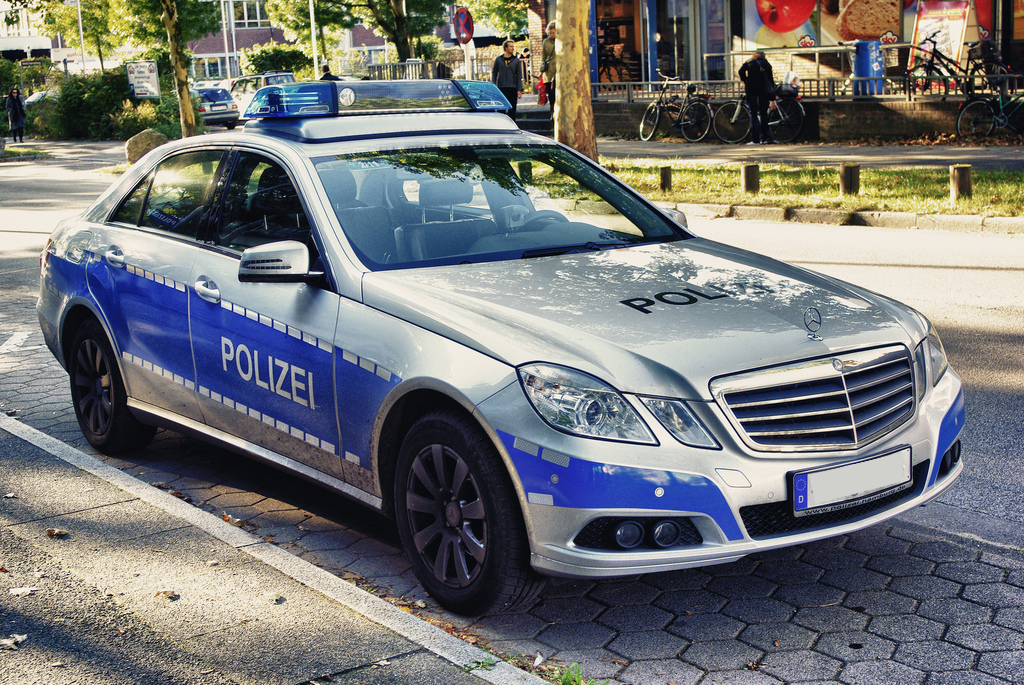
德国大部分警队的车辆使用蓝、银双色涂装

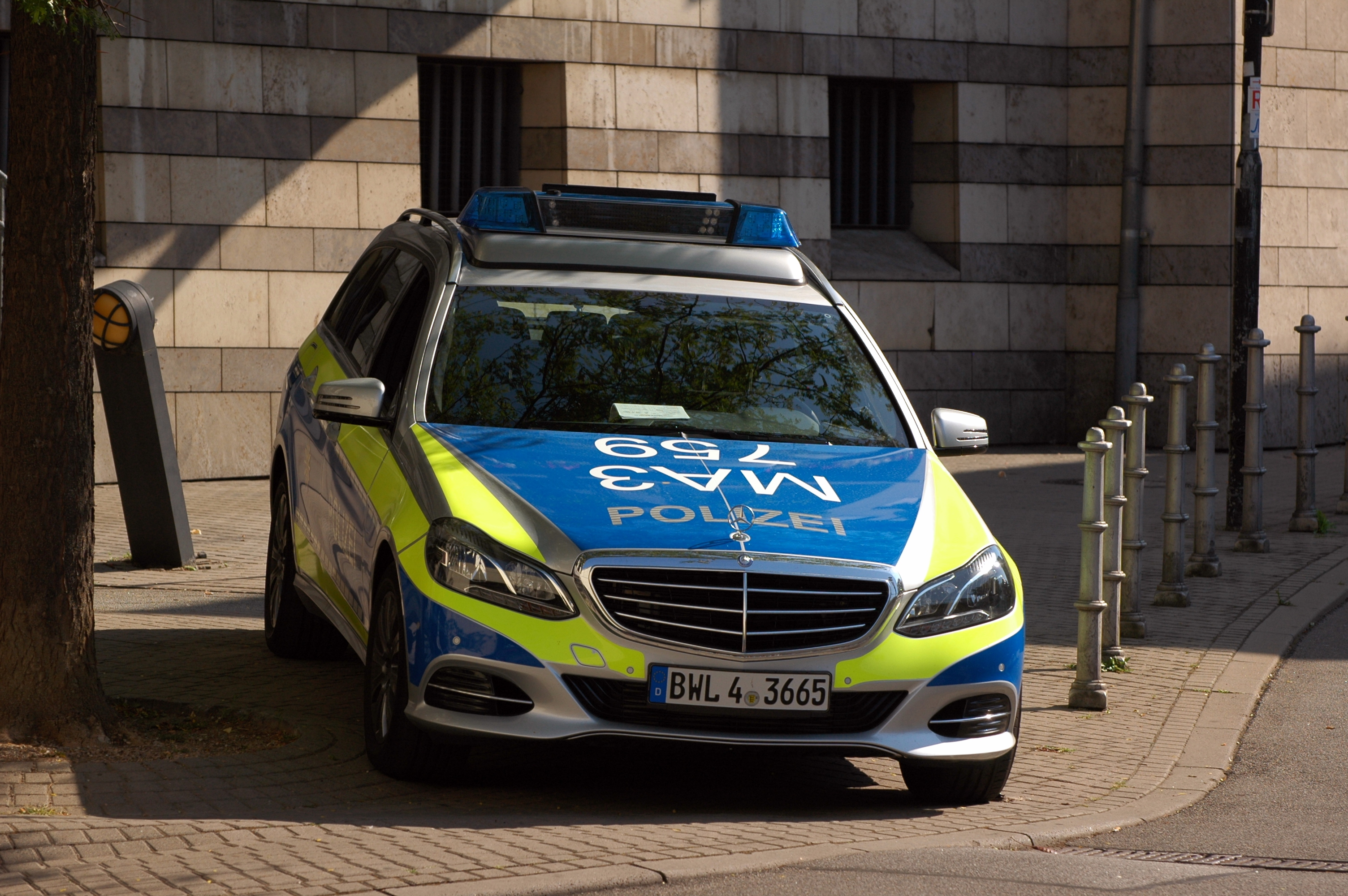
德国部分警队的车辆使用蓝、黄双色涂装

德国执法机构通常使用国产汽车作为警车，如梅梅賽德斯-平治、福士汽車、奧迪、歐寶、BMW等品牌。过去，各州政府优先购买本土生产的车辆作为警车，但在遵守欧盟合同招标规定的前提下，各州政府现在更倾向于与德国汽车制造商签署为期三年的警车租赁合同。此外，位于与法国接壤的萨尔州警察还与法国车厂和福特汽車签订了车辆租赁协议。
租赁公司在将银色或灰色车底的车辆出租给警察前，会在车辆上贴上透明的反光条贴纸，便于在租赁合同结束后将车辆再次出售。 
在1975年之前，德国各地的警队使用的警车颜色各不相同，常见的车底颜色包括深蓝色、深绿色和灰色。1975年，西德内政会议决定将警车的颜色标准化，采用白色车底并加上绿色反光条，以减少警车外观带来的威胁感，并降低夜间执勤时发生意外的风险。自2005年起，随着警服改革，警车颜色也进行了调整，改为灰色车底配蓝色反光条或全蓝色车底。截至2009年8月，只有巴伐利亞州警察和薩爾州警察仍继续使用1975年版的白色或灰色车底配绿色反光条的警车。

### 制服
自2005年起，德国引入了深蓝色警服，取代了1976年由海因茨·奥斯特加德（Heinz Oestergaard）设计的绿上衣与卡其褲的制服。由于欧盟邻国的警服普遍为蓝色或黑色，大多数州和联邦警察决定采用2005年版的深蓝色警服，以与欧洲大陆其他警队的公众形象保持一致。截至2009年8月，只有巴伐利亚州警察和萨尔州警察仍继续使用1976年版的绿色制服。

### 引用
1. ↑  Interpol entry http://www.interpol.int/Public/Region/Europe/pjsystems/Germany.asp （页面存档备份，存于）
2. ↑  OSCE entry on BKA http://polis.osce.org/countries/details.php?item_id=17#Country_Profile_Section_213 的存檔，存档日期2009-05-24.
3. ↑  OSCE entry http://polis.osce.org/countries/details.php?item_id=17#Country_Profile_Section_212 的存檔，存档日期2009-05-24.